# قمة كنجز ثرون
قمة كنجز ثرون هي قمة جبلية يبلغ ارتفاعها 1990 متر (6530 قدم) في سلسلة دالتون في جبال سينت إلياس، في منتزه ومحمية كلوان الوطنية في يوكون بكندا. يقع الجبل فوق الشاطئ الجنوبي لبحيرة كاثلين، على بعد 7.2 كم (4 ميل) جنوب شرق جبل ورثينجتون عبر البحيرة، و27 كم (17 ميل) جنوب شرق هينز جنكشن. يمكن رؤية الجبل من طريق هينز السريع حيث يرتفع بشكل بارز 1250 متر (4100 قدم) فوق البحيرة. يأتي الاسم الوصفي للجبل من كيفية تشكيله بواسطة دارة على الجانب الشمالي. ينحدر نهر جليدي صخري من الدارة إلى البحيرة. يوفر المسار شديد الانحدار الذي يبلغ طوله خمسة كيلومترات الوصول إلى المدرج، وثلاثة كيلومترات إضافية على طريق مطروق يصل إلى القمة عبر التلال الشرقية. بناءً على تصنيف كوبن للمناخ ، تقع قمة كنجز ثرون في منطقة مناخية شبه قطبية تتميز بشتاء طويل بارد ومثلج وصيف معتدل.

## صور

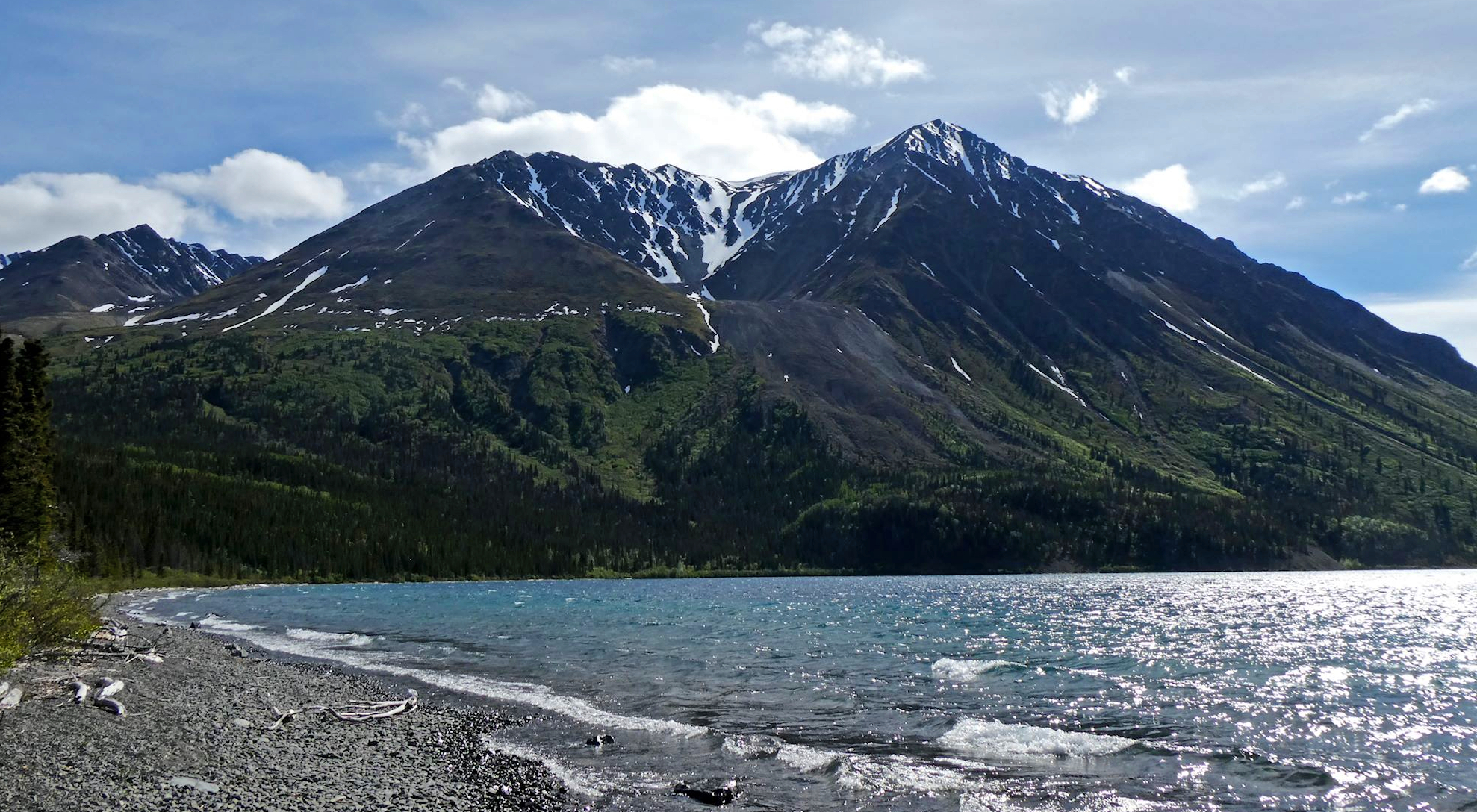
قمة كنجز ثرون وبحيرة كاثلين

## روابط خارجية
- Parks Canada website: Kings Throne trail
- Flickr photo: View of the cirque
- Flickr photo: Kings Throne Peak with Kathleen Lake